# Jean-Joseph Alexis David de Saint-Georges
Jean-Joseph Alexis David de Saint-Georges, né en 1759 à Saint-Claude, Jura, en Franche-Comté et mort le 30 mars 1809 à Arbois, est un philologue et traducteur français.

## Biographie
Jean-Joseph Alexis David de Saint-Georges est le fils Jean-Baptiste David, seigneur de Saint-Georges et de Chevry, lieutenant général de la police de Saint-Claude, et de Reine Elisabeth Bayard de La Ferté. Il est le cousin germain d'Alexis-Ignace de Crestin et de l'épouse de Charles-Gabriel-Frédéric Christin.
Il est conseiller du roi au parlement puis au Grand Conseil, avocat au barreau d'Arbois et membre de l'Académie celtique. Le 27 novembre 1787, il épousa Marie-Françoise Joséphine Crestin d'Oussières, née le 13 juillet 1763 à Arbois, décédée dans la même ville le 20 mars 1843 , fille de Jacques Jean Baptiste Crestin, seigneur d'Oussières, de Champtirain, du Vernois et de Mesnay, conseiller des requêtes au parlement de Metz, et de Marie Françoise Gabrielle Champereux.

## De l'histoire naturelle à l'étude des langues
Après avoir terminé son cours de droit, il devint avocat et acquit une charge de conseiller au Grand Conseil. Il s'intéressait à l'histoire naturelle, et il se disposait à publier une flore des montagnes du Jura, lorsque la Révolution l'obligea de se réfugier en Allemagne et en Suisse au château d'Arnex sur Orbe où naquit une fille Louise Joséphine Othilie qui épousera à 25 ans Louis François Silvestre du Perron âgé de 70 ans]. Ses travaux prirent alors un autre cours. En lisant le Monde primitif de Court de Gébelin, il conçut l'espoir de retrouver la filiation des langues depuis le berceau du genre humain. Après s'être familiarisé avec les différents idiomes asiatiques et européens qu'il analysa et compara entre eux, il s'occupait de mettre en ordre et de rédiger ses observations, lorsqu'il mourut. Charles Nodier, son ami, à qui il avait légué son travail, continua ses recherches, et en donna le plan abrégé sous le titre de Prolégomènes de l'archéologie.

## Œuvres
Traductions de l'anglais
- Histoires fabuleuses destinées à l'éducation des enfants, dans ce qui regarde la conduite envers les animaux, de mistriss Trimmer, Genève, 1789, 2 vol. in-12 (BNF 31496302)
- Lettres de Charlotte à Caroline pendant sa liaison avec Werther, 2 vol. in-12, Fathotn et Melwill, de Smolett, Paris, 1796, 4 vol. in-12 (BNF 30027962)
- Poésies d'Ossian et de quelques autres Bardes, pour servir de suite à l'Ossian de Letourneur, 1797, 5 vol. in-8 (BNF 31042703) Cette traduction, qu'il fit avec Antoine Gilbert Griffet de Labaume, est estimée.
- Histoire des Druides, et particulièrement de ceux de la Calédonie, d'après M. Smith, suivie de recherches sur les antiquités celtiques et romaines des arrondissements de Poligny et de Saint-Claude, et d'un mémoire sur les tourbières du Jura, Impr. d'A. Javel, Arbois, 1845 (BNF 36281895)

Mémoires
- Sur les tourbières des arrondissements de St.-Claude et de Poligny
- Mémoire sur les Antiquités celtiques et romaines des arrondissements de St.-Claude et de Poligny, Arbois, 1808, in-8.